# 高源院 (世田谷区)

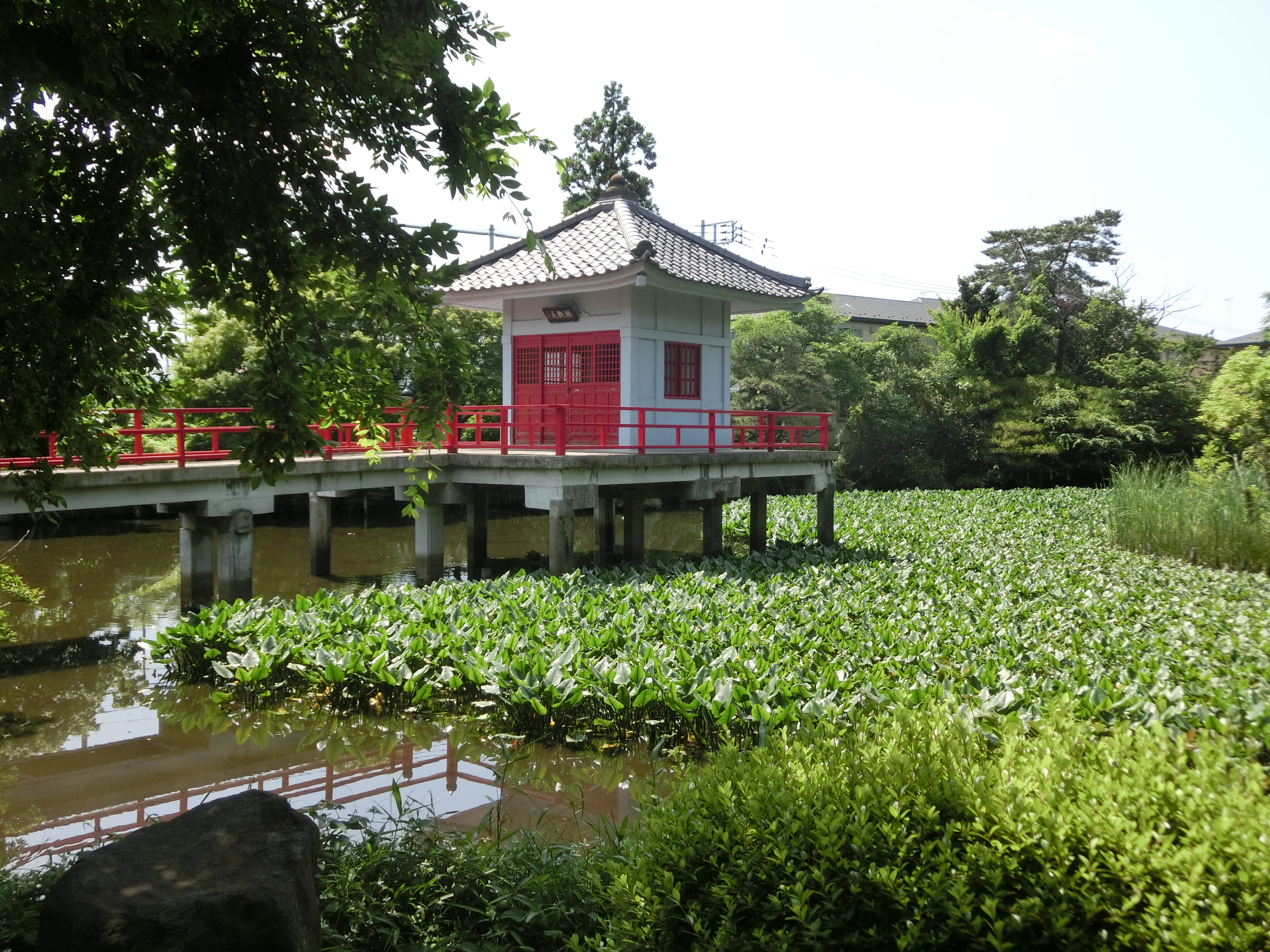
烏山の鴨池

高源院（こうげんいん）は、東京都世田谷区北烏山にある寺院。臨済宗大徳寺派に属し、本山は大徳寺、山号は「瑞泉山」旧久留米藩菩提寺。板垣退助墓所の菩提寺。
創建は1703年（元禄16年）で、旧地は品川であった。1893年（明治26年）を境に無住となり、関東大震災の被害にも遭ったため復興を図って1939年（昭和14年）に現在の地に移転してきた。高源院は「烏山寺町」を構成する26の寺院の1つで、敷地内にある泉水（弁天池）は「烏山の鴨池」として「せたがや百景」に指定されている。1985年（昭和60年）3月1日には「烏山弁天池特別保護区」（2,322平方メートル）に指定された。

## 歴史
京王線の千歳烏山駅から、甲州街道を渡って寺院通り（約600メートルの長さがある道路で、烏山寺町のメインストリートにあたる）のある北方向を目指して歩くと、約15分で烏山寺町に入る。中央自動車道の高架をくぐる手前にある妙高寺などを過ぎて寺院通りをさらに北方向へ歩くと、最後に出会う寺院が高源院である。
臨済宗大徳寺派に属し、本山は大徳寺、山号を「瑞泉山」という。創建は1703年（元禄16年）で、開山は大徳寺第253世怡渓宗悦（1644年（正保元年） - 1714年（正徳4年））、開基は筑後久留米藩の第4代藩主有馬頼元（1654年（承応3年） - 1705年（宝永2年））である。
頼元は文武両道に秀でた人物で和歌や絵画の心得もあり、久留米藩を38年にわたって治めていた。晩年になった頼元は､有馬家の菩提寺である祥雲寺で輪番を務めていた怡渓宗悦の高徳に惹かれた。
怡渓宗悦は浅井長政の後裔であり、仏道を修める傍ら茶道を片桐石州に学び、のちに石州流怡渓派の創始者となった人物であった。怡渓宗悦は1693年（元禄6年）に愚渓に嗣法して、大徳寺253世の法主となった。退隠後に江戸に戻って頼元の帰依を受け、北品川に一寺を建立した。
当初は品川の東海寺の塔頭として建立されたことが、『新編武蔵風土記稿』に見える。前掲書の巻之五十六、荏原郡之十八、北品川宿の項に「額門ヲ入テ右ニアリ。有馬氏起立ス。開基ハ養福院高源宗隆大姉。開山ハ法忍大定禅師
ナリ」と記述されている。山号は頼元夫人の法号「養福院高源宗隆大姉」から、「高源院」と称したと伝わる。
旧地の境内には、一隅に「宝生弁才天」と称する木像を祀った鎮守堂があった。かつては品川七福神の随一と呼ばれたもので、木像は仏師として歴史に名を残す運慶作と伝えられるものだった。1818年（文政元年）に、久留米藩第9代藩主有馬頼徳が赤羽にあった久留米藩の上屋敷内に国元から勧請した水天宮に祀られていたものである。赤羽の水天宮は有馬家の屋敷神であり、1868年（明治元年）に有馬邸とともに青山に移転した後、5年後の1872年（明治5年）に蛎殻町に再移転した。木像の方は、有馬家の菩提所を務めていた高源院の鎮守堂にしばらく安置されたのちに蛎殻町の水天宮に移ったという。
高源院は、1893年（明治26年）に無住の寺となった。無住の時期は、本寺である祥雲寺の住職が兼任で住職を務めていた。
高源院は、1923年（大正12年）の関東大震災で大きな被害を受けて廃絶状態となった。有馬氏の一族は高源院の復興を計画し、烏山の現在地に2,000坪の土地を購入して1939年（昭和14年）に移転を果たした。
寺院の建立にあたって境内に泉水を掘ったところ、水源を掘り当ててやがて豊かな水をたたえる池となった。もともとこの地には「亀の子（甲）出井」（大亀出井）と呼ばれる湧水地帯で、3か所に湧水があって徳川時代以前は烏山川の主水源となっていた。「亀の子（甲）出井」と約2キロメートル離れた井の頭池の水源は地下でつながっているため、井の頭池が増水するときはこの出井も増水し、減水の時は同じく水位を下げるという。
池の中央には「弁天堂」という浮御堂を建て、岸との間は赤い欄干の橋でつながっている。この池には1960年（昭和35年）の秋からコガモ、カルガモ、マガモなどが飛来するようになり、都会の中での越冬地としての役割を果たすようになった。池は「鴨池」または「弁天池」の通称で呼ばれ、1984年（昭和59年）に「烏山の鴨池」として、「せたがや百景」に選定された。なお、1985年（昭和60年）3月1日には「烏山弁天池特別保護区」（2,322平方メートル）に指定された。

## 境内と文化財

### 境内
境内は緑に恵まれ、四季ごとに春のツツジ、夏のスイレン、秋のハギなどが咲いて来訪者の目を楽しませる。有馬家累代の墓地の他、「キリシタン燈籠」（織部形燈籠）がある。この燈籠は、キリスト教に帰依した有馬晴信が所持したものではないかと推定されている。
歴史の項で触れた泉水は、この地域に分布する「宙水」と呼ばれる地下水を水源としている。高源院のある烏山寺町一帯は宙水の地下水位が特に高く、浅く井戸を掘っただけでも水が出るほどであった。池は「鴨池」または「弁天池」の通称で呼ばれ、コウホネやスイレンが生育して開花の時期には人目を楽しませている。

### 位牌
2018年、板垣退助の百回忌（満99年目の仏式の法要）が東京品川の高源院墓地（品川神社裏）で斎行された際に奉納された、安倍晋三の揮毫による板垣退助の位牌が安置されている。

### 彫刻
世田谷区は、1978年（昭和53年）4月1日から3年にわたって「世田谷区社寺調査」を実施した。高源院では釈迦如来坐像、韋駄天立像、法忍禅師坐像が対象となり、その調査結果が公表されている。
釈迦如来坐像は本尊として本堂に祀られ、法量は像の高さが31.1センチメートル、光背と台座の高さがそれぞれ78.4センチメートル、32.1センチメートルを測る。寄木造、漆塗りで光背と台座が木製、江戸時代の作で裳の先や頭部の墨彩などに後補が認められる。
韋駄天立像は庫裏の玄関わきに安置された像で、こちらも江戸時代の作である。法量は岩座を含んだ総高が61.4センチメートル、像の高さが51.1センチメートルを測り、甲冑をつけて右手を振り上げ、金剛杵を構えて岩座に立つ姿である。寄木造・漆箔で、両袖先や裳裾の先端部などに後補の部分がある。
法忍禅師坐像は、高源院の開山怡渓宗悦の像である。禅宗の流れをくむ寺院では、高僧や開山の像を描いたり造立したりしてその徳を偲ぶよすがとする。この坐像もその類例であり、高源院の側では「開山法忍像」と称している。像は江戸時代の作で、寄木造・玉眼・彩色、像の高さは頭頂部から裾下まで98.5センチメートルを測っている。

### 品川(飛び地)墓所

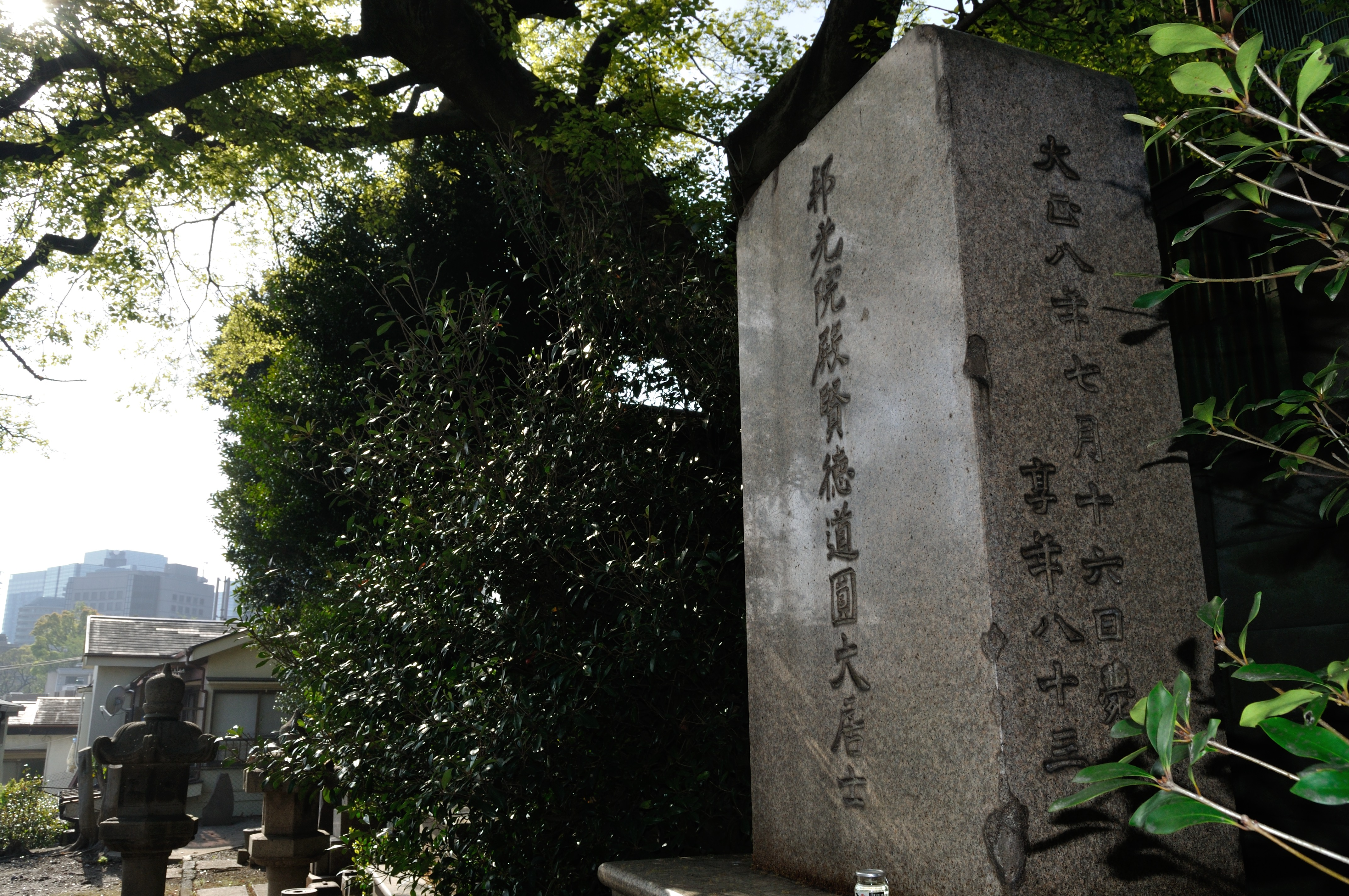
板垣退助の墓(品川・高源院墓所)

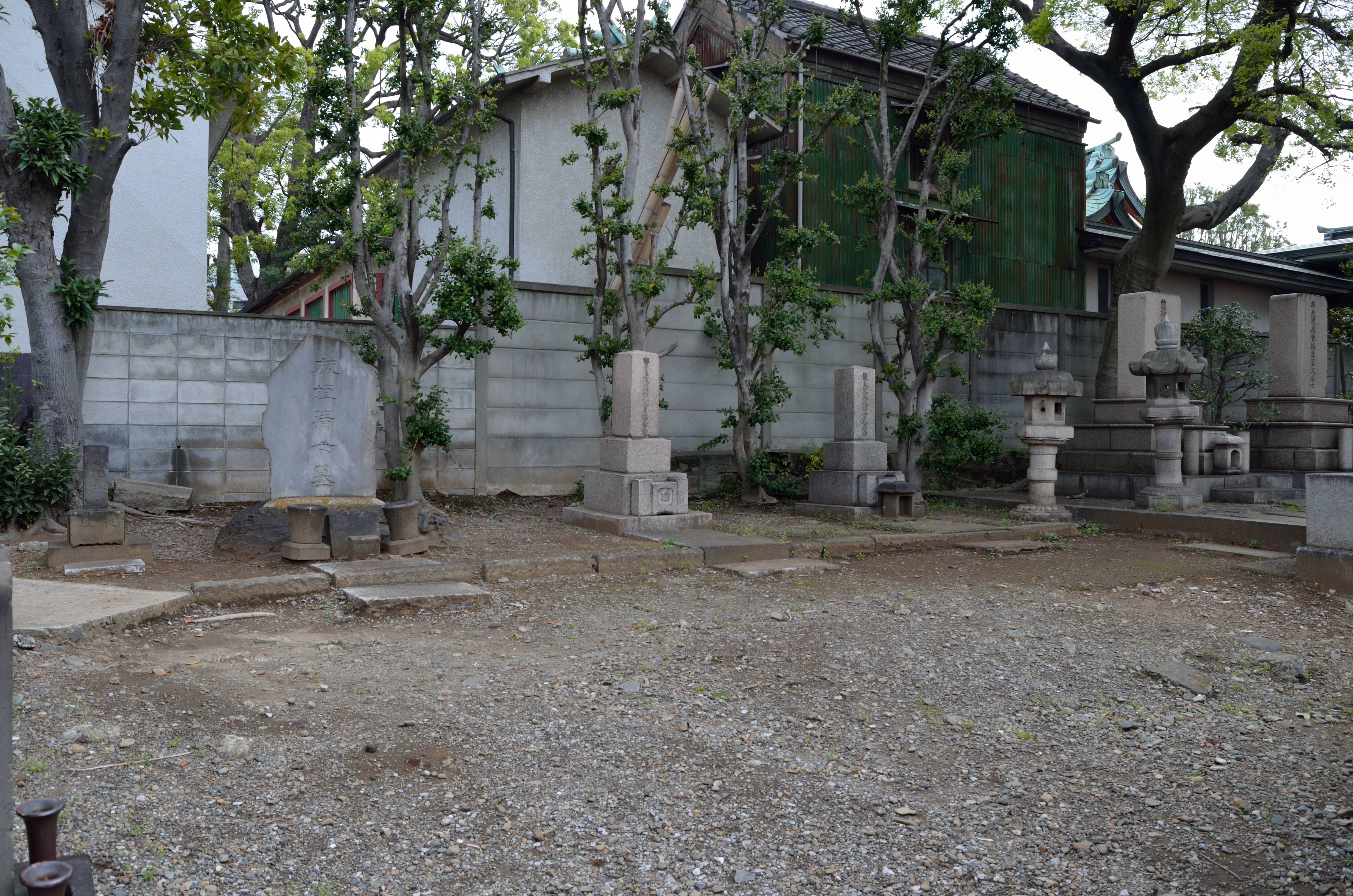
板垣退助と妻子の墓
（高源院(飛び地)・品川神社裏）。
右から退助、絹子(第4正室)、正実(四男)、六一(五男)、清女(側室, 婉子の生母)、武生（鉾太郎長男・早世）
同じ墓域には乾信武と、正実の乳母・青木瀧子の墓もある。

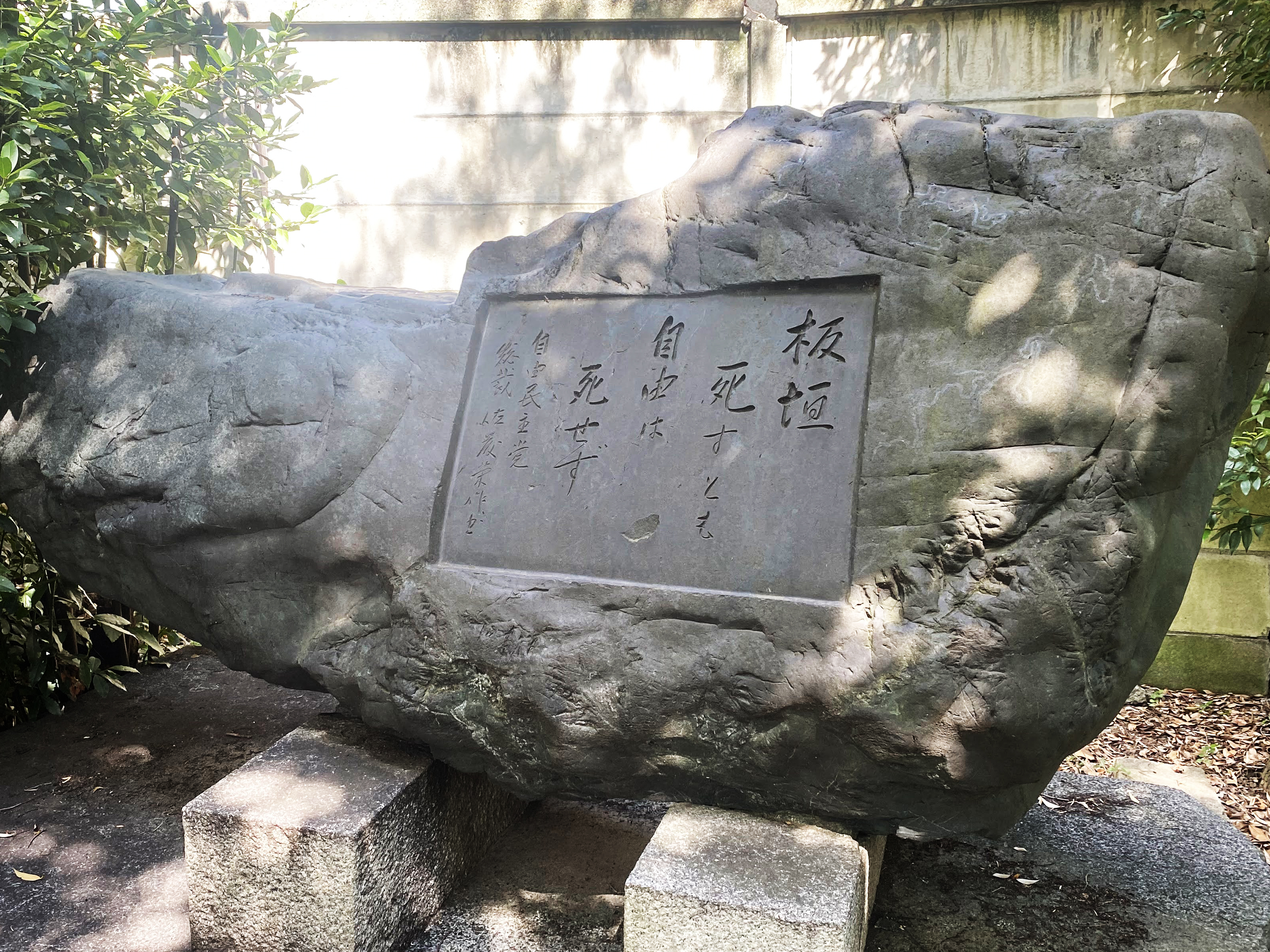
板垣退助先生顕彰碑（佐藤栄作書）

高源院の元々あった場所(品川神社裏)に建てられた板垣退助一族の墓所は、寺院が世田谷へ移転した後も移設されず、現在は高源院の寺域として飛び地のように品川に残されている。板垣家墓所内は、江戸で客死した退助の祖父・乾信武の墓石と、退助を含め明治以降に亡くなった一族の墓石があり、退助の墓は第4正妻・板垣絹子と並んで建てられている。墓石には明治以降の墓のため「土佐桐」の紋がついている。板垣退助の墓石の傍らには、明治維新百年・板垣伯薨去第50回忌を記念して、板垣退助先生顕彰会によって建てられた佐藤栄作揮毫(同会名誉会長)による「板垣死すとも自由は死せず」の石碑がある。これは高知県産の石を運んで建立されたものである。品川神社社殿裏にあり接道の関係から現在は品川神社を通らなければ墓所へ入ることができないが、かつては神社の裏側に山門があり境内の入口であった。この場所は昭和53年11月22日品川区史跡に指定されている。

## 交通アクセス
所在地
- 東京都世田谷区北烏山4丁目30番1号
- (品川飛び地・板垣退助墓所)東京都品川区北品川3丁目7番15号

交通
- 京王線千歳烏山駅から徒歩約20分。または千歳烏山駅バス停留所から関東バス「久我山病院」行き乗車、「寺院通5番」バス停留所下車、徒歩約1分。